# Strada statale 283 delle Terme Luigiane
La strada statale 283 delle Terme Luigiane (SS 283) è una strada statale italiana della Calabria che collega la costa tirrenica nei pressi di Guardia Piemontese con l'autostrada A2 Salerno-Reggio Calabria e la piana di Sibari.

## Storia
Il tracciato originario lungo km 2,650: Terme Luigiane - innesto con la strada statale 18 Tirrena Inferiore - Scoglio della Regina è stato classificato con D.M. 16/11/1959 - G.U. 41 del 18/02/1960.

## Percorso
La strada ha origine dalla strada statale 283 dir Raccordo di Acquappesa presso Pantana-Santa Rosalia, nel comune di Acquappesa, vicino alla località di Guardia Piemontese Marina. La strada si allontana dalla costa in direzione delle Terme Luigiane: alle porte di questa località inizia un nuovo tracciato di costruzione più recente a scorrimento veloce, in sostituzione del precedente tracciato che conduceva all'abitato di Guardia Piemontese.
Il percorso supera così agevolmente la Catena Costiera, giungendo agli svincoli di Fagnano Castello e San Marco Argentano, dove termina il tratto scorrevole.
Da qui il percorso procede con lo storico tracciato, fino ad incrociare la strada statale 533 di Fagnano con cui condivideva una porzione di tracciato di circa 10 km fino a Cimino. La strada riprende quindi all'altezza della stazione di San Marco Argentano proseguendo in direzione nord-est fino a raggiungere lo svincolo Tarsia Nord/Spezzano Albanese dell'A3 Salerno-Reggio Calabria. Il percorso procede oltre fino ad incrociare la ex strada statale 19 delle Calabrie vicino a Spezzano Albanese e innestandosi infine sulla strada statale 534 di Cammarata e degli Stombi, non lontano dalla stazione di Cassano allo Ionio.
In passato parte della storico tracciato venne dismesso mantenendo statale solamente i tratti dal km 0,000 (innesto ex SS 18) al km 2,294 (Terme Luigiane) e dal km 36,777 (San Marco Argentano) al km 46,973 (svincolo Tarsia Nord dell'A2).
La strada, come già detto, è stata oggetto quindi di un processo di riammodernamento volto a creare un più veloce collegamento tra i due versanti della regione. Il progetto risulta completato fino a San Marco Argentano, mentre è stato aperto al traffico il tratto tra San Marco Argentano (senza connessione con il tracciato veloce già aperto) e Roggiano Gravina, provvisoriamente classificato come nuova strada ANAS 307 della Stazione San Marco-Roggiano e successivamente come strada statale 283 var della Stazione di San Marco-Roggiano. Resta da completare il tratto tra Roggiano Gravina e l'innesto con la SS 534, in fase di progettazione.

## Strada statale 283 var della Stazione di San Marco-Roggiano
La strada statale 283 var della Stazione di San Marco-Roggiano (SS 283 var), già nuova strada ANAS 307 della stazione San Marco-Roggiano (NSA 307), è una strada statale italiana parte integrante del progetto di ammodernamento della SS 283.
Il tracciato di circa 6 km si sviluppa all'interno del comune di San Marco Argentano, correndo parallelo allo storico tracciato della SS 283, ma evitando l'attraversamento dei centri abitati che vi insistono. L'inaugurazione è avvenuta il 24 gennaio 2007, venendo provvisoriamente classificato come nuova strada ANAS 307 della stazione San Marco-Roggiano (NSA 307), fino alla definitiva classificazione avvenuta nel 2012.

## Strada statale 283 dir Raccordo di Acquappesa
La strada statale 283 dir Raccordo di Acquappesa (SS 283 dir), già parte della strada statale 18 Tirrena Inferiore (SS 18) e successivamente nuova strada ANAS 355 Raccordo di Acquappesa (NSA 355), è una strada statale italiana di collegamento tra la SS 283 e la strada statale 18 Tirrena Inferiore.
La strada altro non è che un vecchio tratto della stessa SS 18 declassificato a seguito della costruzione di una variante al centro abitato di Guardia Piemontese. Viene provvisoriamente classificata come nuova strada ANAS 355 Raccordo di Acquappesa (NSA 355) nel 2011, mentre l'attuale classificazione risale al 2012.